# 伊達村儀
伊達 村儀（だて むらのり）は、江戸時代中期の武士。陸奥国仙台藩一門第三席・水沢伊達家8代（留守氏25代）当主。

## 生涯
宝暦4年（1754年）3月、水沢伊達氏7代当主・伊達村利の長男として水沢にて誕生。幼名は繁太郎。
宝暦6年（1756年）6月25日、父・村利の死去により家督と知行1万6000石を相続し、水沢邑主となる。明和3年（1766年）9月25日、7代藩主・伊達重村の加冠で元服、一文字拝領して村儀と名乗る。
安永7年（1778年）5月20日死去。享年25。家督は嫡男・村善が相続した。

## 系譜
- 父：伊達村利（1731-1756）
- 母：千重 - 石川村満の娘
- 正室：石川村俊の娘
  - 長男：伊達村善（1772-1787）
  - 次男：伊達村福（1775-1830）
  - 男子：伊達村賢（1777-1838） - 伊達村煕の婿養子